# Порт-Генрі (Нью-Йорк)
Порт-Генрі (англ. Port Henry) — переписна місцевість (CDP) в США, в окрузі Ессекс штату Нью-Йорк. Населення — 1150 осіб (2020).

## Географія
Порт-Генрі розташований за координатами 44°2′48″ пн. ш. 73°27′40″ зх. д. / 44.04667° пн. ш. 73.46111° зх. д. (44.046771, -73.461105).  За даними Бюро перепису населення США в 2010 році переписна місцевість мала площу 3,82 км², з яких 3,05 км² — суходіл та 0,78 км² — водойми.

## Демографія
Згідно з переписом 2010 року, у селищі мешкали 1194 особи в 534 домогосподарствах у складі 296 родин. Густота населення становила 312 осіб/км².  Було 627 помешкань (164/км²).
Расовий склад населення:
| - 97,9 % — білих - 0,3 % — чорних або афроамериканців - 0,3 % — азіатів |

До двох чи більше рас належало 1,3 %. Частка іспаномовних становила 2,9 % від усіх жителів.
За віковим діапазоном населення розподілялося таким чином: 22,0 % — особи молодші 18 років, 62,1 % — особи у віці 18—64 років, 15,9 % — особи у віці 65 років та старші. Медіана віку мешканця становила 42,0 року. На 100 осіб жіночої статі у селищі припадало 98,7 чоловіків;  на 100 жінок у віці від 18 років та старших — 88,5 чоловіків також старших 18 років.
Середній дохід на одне домашнє господарство  становив 50 513 долари США (медіана — 33 571), а середній дохід на одну сім'ю — 62 924 долари (медіана — 52 500). Медіана доходів становила 42 500 доларів для чоловіків та 32 188 доларів для жінок. За межею бідності перебувало 19,5 % осіб, у тому числі 23,2 % дітей у віці до 18 років та 6,6 % осіб у віці 65 років та старших.
Цивільне працевлаштоване населення становило 362 особи. Основні галузі зайнятості: освіта, охорона здоров'я та соціальна допомога — 21,3 %, виробництво — 18,8 %, публічна адміністрація — 12,7 %, мистецтво, розваги та відпочинок — 9,7 %.